# Райли, Бутс
Рэймонд Лоуренс «Бутс» Райли (англ. Raymond Lawrence "Boots" Riley, род. 1 апреля 1971, Чикаго, Иллинойс) — американский кинорежиссёр, продюсер, сценарист, рэпер и коммунистический активист. Выступает ведущим вокалистом коллектива The Coup и супергруппы Street Sweeper Social Club. Дебютировал в качестве режиссёра полнометражного кино с фильмом «Простите за беспокойство» c Стэнфилдом Лакитом в главной роли (выпущен в июле 2018 года), автором сценария которого он также является.

## Биография
Райли родился в 1971 году в Чикаго в семье активистов социального толка. Он сын Уолтера Райли, афроамериканского адвоката, и Анитры Паттерсон, чей отец был афроамериканцем, в то время как её мать (бабушка Бутса по материнской линии) была еврейской беженкой из Кёнигсберга, которая бежала из Европы со своими родителями подростком в 1938 году.

## Дискография

### The Coup
- Kill My Landlord (1993)
- Genocide & Juice (1994)
- Steal This Album (1998)
- Party Music (2001)
- Pick a Bigger Weapon (2006)
- Sorry to Bother You (2012)
- Original Soundtrack: Sorry To Bother You (2018)

### Street Sweeper Social Club
- Street Sweeper Social Club (2009)

### Гостевое участие
- 1991 — Dope Like a Pound or a Key (Compilation)
- 1994 — «Streets of Oakland» from The Big Badass by Ant Banks
- 2004 — Zugzwang by Ursus Minor
- 2007 — «Hustle Up» from From the Corner to the Block by Galactic
- 2009 — «Soledad» from Este Mundo by Rupa & the April Fishes
- 2011 — «M M M», «Get On With It» from I Will Not Take «But» for an Answer by Ursus Minor
- 2011 — «9/11 'til Infinity» from From the Dumpster to the Grave by Star Fucking Hipsters
- 2011 — «Black Flags» (Single) by Atari Teenage Riot
- 2014 — «Pocket Full of Slave owners» (Single) by Muja Messiah
- 2014 — «Black Is Beltza» (Single) by Fermin Muguruza

## Фильмография
| Год  |   | Русское название         | Оригинальное название | Участие             |
| ---- | - | ------------------------ | --------------------- | ------------------- |
| 2018 | ф | Простите за беспокойство | Sorry to Bother You   | режиссёр, сценарист |
| 2023 | с | Я – Дева                 | I'm a Virgo           | режиссёр, сценарист |